# Anthony Forrest (Schauspieler)

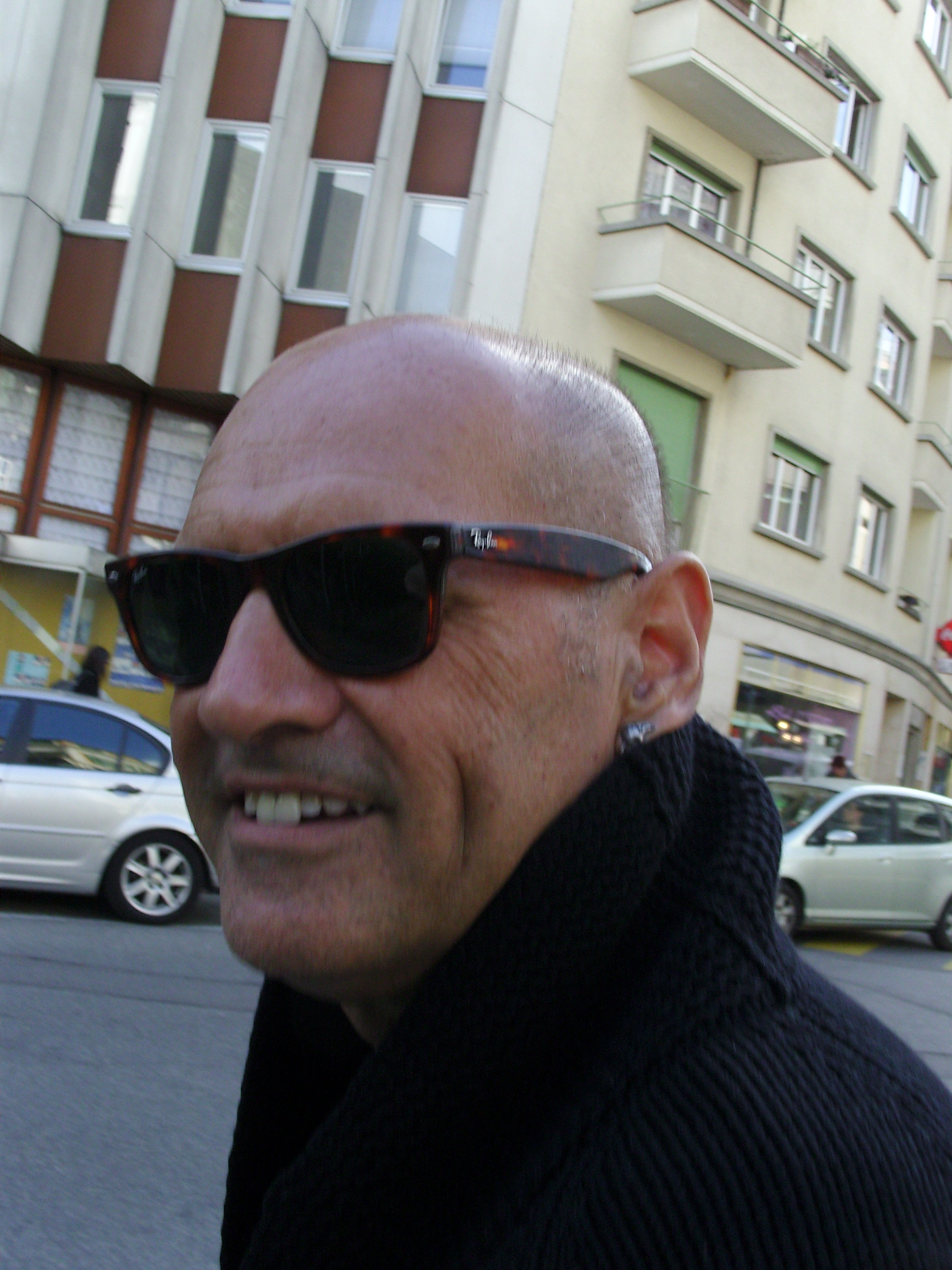
Anthony Forrest

Anthony Forrest (* 25. Juli 1951 in Birmingham, England als Anthony William Forrest) ist ein britischer Schauspieler, Musiker, Komponist und Musikproduzent.

## Leben und Karriere
Forrest wuchs in West Island, westlich von Montreal, in Kanada auf. Er stammt aus einer musikalischen Familie. Sein Vater machte Musik, seine ältere Schwester spielte in verschiedenen Clubs. Er besuchte die John Fisher School in Valois, die St. Thomas High School in Pointe Claire und das Dawson College in Montreal. Am Vanier College in St. Laurent, Pointe-Claire, studierte er Musik und klassische Komposition.
Forrest wirkte bereits im Kindertheater mit. Im Alter von 15 Jahren war er im Israeli Pavilion in Montreal in einer Theater-Produktion von Bill Millerd zu sehen; er spielte die Rolle des Jungen Mark in dem Stück The Soldier. Während seiner High-School-Zeit war er Mitglied des Drama Clubs seiner High School, wo er in mehreren Stücken, Shows und Vaudevilles mitwirkte. Dort spielte er unter anderem auch die Rolle des Jerry in einer Inszenierung des Zwei-Personenstücks Die Zoogeschichte von Edward Albee. Später trat er der Phoenix Theater Company von Maxim Mazumdar in Montreal bei. Zu seinen Bühnenrollen dort gehörten Lucius in Titus Andronicus und Banquo in Macbeth.
Ab Mitte der 1970er Jahre hatte er Nebenrollen in US-amerikanischen Filmen und Fernsehserien, darunter 1976 in Mondbasis Alpha 1. Mehrfach wurde er hier als Offizier oder Crewmitglied besetzt. Nachdem er bereits in einer BBC-Fernsehserie mitgewirkt hatte, verschaffte ihm die Casting-Agentin Irene Lamb ein Treffen mit dem Regisseur George Lucas in London. 1977 spielte er daraufhin in Krieg der Sterne die Rolle von Laze Loneozner, einen Freund von Luke Skywalker, dessen Szenen, an der Seite von Mark Hamill und Sir Alec Guinness in Tunesien gedreht, jedoch aus der Kinofassung herausgeschnitten wurden. In mehreren Blockbustern, wie Der Adler ist gelandet (1976), James Bond 007 – Der Spion, der mich liebte (1977) und Reds – Ein Mann kämpft für Gerechtigkeit, hatte er kleine Auftritte. In dem britischen Künstlerfilm Valentino (1977) von Ken Russell spielte er als Mr. Fattys Manager ebenfalls eine Nebenrolle. In dem britischen Horrorfilm Killer's Moon (1978) spielte er als Pete eine Hauptrolle. Später folgten noch Rollen in US-amerikanischen und britischen Fernsehserien. In der britischen BBC-Serie Oppenheimer (1980) spielte er den Physiker Ross Lomanitz. Episodenrollen hatte er in den Serien Jim Bergerac ermittelt (1981) und Nikita (1997).
Als Teenager spielte Forrest bei kirchlichen Musikveranstaltungen in Valois, später in verschiedenen Folk-Clubs und in einigen Musik-Bands in Montreal; er trampte bis New York City, um dort in Clubs zu spielen. Er spielt mehrere Instrumente. In den frühen 1980er Jahren war er als Musiker und Musikproduzent bei RCA Records unter Vertrag. Als Musikproduzent produzierte er für RCA Records das Musiker-Trio The Mood und die AK Band. Der Song Don't Stop von The Mood erreichte die US-Top-Ten-Charts und war Nummer-eins-Hit in den UK Dance Charts.
Forrest trat auch mit eigenen Kompositionen hervor. Zu seinen musikalischen Vorbildern zählt er Frank Zappa, The Doors, Igor Stravinsky, John Adams, Edward Elgar, Roy Orbison und Bob Dylan. Er veröffentlichte u. a. das Album Pantheons of the Tribe (2008). Das Album, das Stilelemente von Rockmusik und Klassik kombiniert, präsentierte Forrest als Solist an der E-Gitarre in klassischen Arrangements. 2014 erschien sein Album They Ate the Rich. Forrest ist Gründer und Inhaber seines eigenen Musik-Labels, Fixer Records.
2005 wurde Forrest Mitglied der Shakespeare Society of America.

## Filmografie
- 1975: Anne of Avonlea (Fernsehserie, zwei Folgen)
- 1976: Feuerstoß (Una Magnum special per Tony Saitta)
- 1976: Der Adler ist gelandet (The Eagle Has Landed)
- 1976: Mondbasis Alpha 1 – The Mark of Archanon
- 1976: Killer’s Moon
- 1977: Eine beispiellose Affäre (Nasty Habits)
- 1977: James Bond 007 – Der Spion, der mich liebte (The Spy Who Loved Me)
- 1981: Reds – Ein Mann kämpft für Gerechtigkeit (Reds)
- 1981: Jim Bergerac ermittelt (Fernsehserie, eine Folge)
- 1997: Nikita (Fernsehserie, eine Folge)